# Romain Febvre

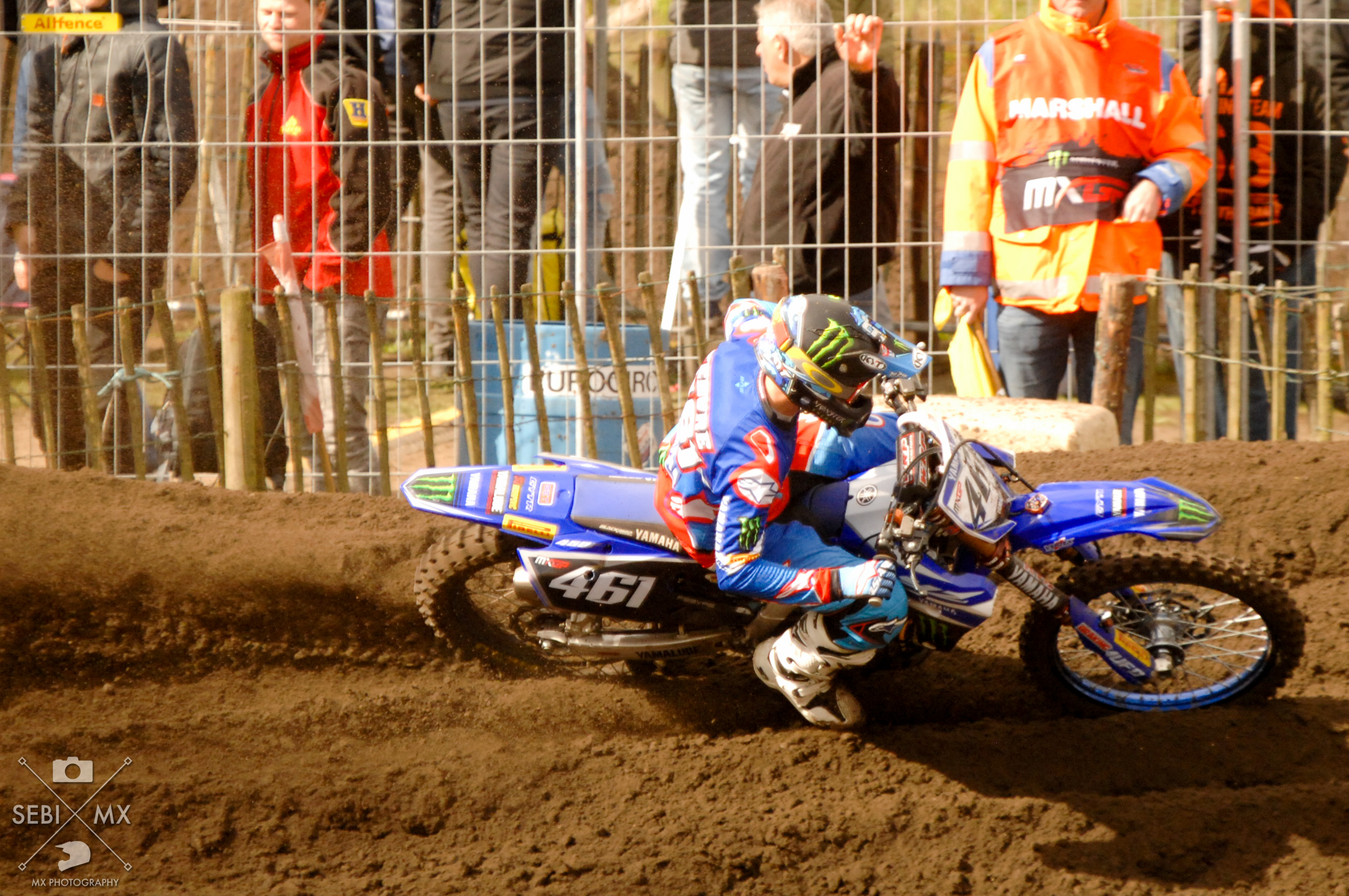
Romain Febvre in 2017

Romain Febvre (Épinal, 31 december 1991) is een Frans motorcrosser.

## Carrière
Febvre was in het begin van zijn carrière actief in de Supermotard, waarin hij in 2006 Frans vice-kampioen werd in de 85cc en Frans kampioen in de 125cc in 2007. In 2011 brak hij door in het motorcross. Hij werd Europees kampioen in de MX2-klasse met KTM.
Wereldkampioenschap
Vanaf 2012 werd Febvre actief in het Wereldkampioenschap motorcross MX2. Na een aarzelend begin begon hij regelmatiger te scoren en werd dertiende in zijn debuutseizoen. In 2013 werd Febvre opgenomen in het team van oud-wereldkampioen Jacky Martens. In de eerste twee wedstrijden stond hij telkens op het podium, maar na de derde Grand Prix raakte Febvre geblesseerd. Hij eindigde dat jaar als twaalfde in het kampioenschap. Vanaf 2014 schakelde het team van Martens over op Husqvarnamotoren. Febvre stond tweemaal op het podium en won zijn eerste (en enige) Grand Prix in de MX2 in zijn carrière. In de eindstand werd hij derde achter Jordi Tixier en Jeffrey Herlings.
Sinds 2015 komt Febvre uit in de MXGP-klasse voor het fabrieksteam van Yamaha van de broers Rinaldi. In 2015 won Febvre acht Grand Prixs en stond hij nog vijfmaal op het podium, waarmee hij in zijn debuutseizoen meteen wereldkampioen werd. In 2016 won hij drie GP's en werd vierde in de eindrangschikking. In 2017 en 2018 eindigde hij beide keren als zesde in de eindstand. In 2019 bracht hij zijn Grand Prixs zeges tot dertien en eindigde als 9e in het eindklassement. In 2020 behaalde hij zijn veertiende GP-zege.
Motorcross der Naties
In 2015 won hij met de Franse ploeg de Motorcross der Naties die in Ernée in eigen land plaatsvond. Deze prestatie werd in 2016 en 2017 herhaald.

## WK motorcross
2012: 13e MX2-klasse
2013: 12e MX2-klasse
2014: 03e MX2-klasse
2015: Wereldkampioen MXGP-klasse
2016: 04e MXGP-klasse
2017: 06e MXGP-klasse
2018: 06e MXGP-klasse
2019: 09e MXGP-klasse
2020: 04e MXGP-klasse
2021: 02e MXGP-klasse
2022: 14e in MXGP-klasse
2023: 02e MXGP-klasse
2024: 05e MXGP-klasse
2025: MXGP-klasse
| 1           | 07-09-2014 | Brazilië                  | Goiânia             |
| MXGP-klasse |            |                           |                     |
| 2           | 31-05-2015 | Frankrijk                 | Villars-sous-Écot   |
| 3           | 14-06-2015 | Italië                    | Maggiora            |
| 4           | 21-06-2015 | Duitsland                 | Teutschenthal       |
| 5           | 05-07-2015 | Zweden                    | Uddevalla           |
| 6           | 26-07-2015 | Tsjechië                  | Loket               |
| 7           | 23-08-2015 | Lombardije (Italië)       | Mantova             |
| 8           | 13-09-2015 | Mexico                    | León                |
| 9           | 20-09-2015 | Verenigde Staten          | Glen Helen          |
| 10          | 06-03-2016 | Thailand                  | Suphan Buri         |
| 11          | 28-03-2016 | Europa (Nederland)        | Valkenswaard        |
| 12          | 05-06-2016 | Frankrijk                 | Saint-Jean-d'Angély |
| 13          | 28-07-2019 | Tsjechië                  | Loket               |
| 14          | 30-09-2020 | Città di Mantova (Italië) | Mantova             |
| 15          | 01-08-2021 | Vlaanderen                | Lommel              |
| 16          | 25-06-2023 | Sumbawa (Indonesië)       | Sumbawa             |
| 17          | 02-07-2023 | Lombok (Indonesië)        | Lombok              |
| 18          | 16-07-2023 | Tsjechië                  | Loket               |
| 19          | 23-07-2023 | Vlaanderen                | Lommel              |
| 20          | 30-07-2023 | Finland                   | Vantaa              |
| 21          | 20-08-2023 | Nederland                 | Arnhem              |
| 22          | 06-04-2025 | Sardinië (Italië)         | Riola Sardo         |
| 23          | 11-05-2025 | Spanje                    | Lugo                |
| 24          | 25-05-2025 | Frankrijk                 | Ernée               |
| 25          | 22-06-2025 | Groot-Brittannië          | Matterley Basin     |
| 26          | 17-08-2025 | Zweden                    | Uddevalla           |